# Conte (Jura)
Conte település Franciaországban, Jura megyében. Lakosainak száma 58 fő (2022. január 1.). Conte Doye, Charency, La Favière, Gillois, Nozeroy és Sirod községekkel határos.

## Népesség
A település népességének változása:
| Lakosok száma | 39   | 51   | 48   | 61   | 62   | 61   | 56   | 55   | 57   | 58   |
|               | 1968 | 1982 | 1990 | 2006 | 2013 | 2015 | 2017 | 2019 | 2020 | 2022 |